# Phyllanthus insulae-japen
Phyllanthus insulae-japen är en emblikaväxtart som beskrevs av Airy Shaw. Phyllanthus insulae-japen ingår i släktet Phyllanthus och familjen emblikaväxter. Inga underarter finns listade i Catalogue of Life.